# Salarski jezik
Salarski jezik (sala; ISO 639-3: slr), altajski jezik južnoturkijske skupine. Salarskim jezikom govori 60 000 (2002.) pripadnika naroda Salar u kineskim provincijama Qinghai, Gansu i Xinjiang. Etnička pripadnost je znatno veća, 104 503 (popis 2000.). Jedan je od najizoliranijih jezika turkijske porodice.
Salari svoj jezik donose s područja oko Samarkanda u Uzbekistanu, odakle su se njihovi preci doselili tijekom mongolske dinastije (1279. do 1368.), a porijeklo im je ogusko, možda turkmensko.
Uz salarski u upotrebi je kod nekih i kineski [cmn], ujgurski [uig] ili Tibetski [bod].

Salarski je pod velikim utjecajem jezika susjednih naroda; Hanima, Huima, Tibetancima, Mongolima, Mongorima, Baonjcima i Dunsjanima.

## Narječja
- Jiezi
- Mengda

## Vanjske poveznice
- Ethnologue (14th)
- Ethnologue (15th)